# Cottage Lake (Washington)
Cottage Lake  est une census-designated place américaine de l'État de Washington dans le comté de King. 
La population était de 22 494 habitants en 2010.